# Голод на островах Зелёного Мыса
Голод на островах Зелёного Мыса — серии голода, связанные с засухой в период с 1580-х по 1950-е годы. В этот период десятки тысяч жителей умерли от голода и болезней.

## Предыстория
На островах Зеленого Мыса, как правило, жаркий полузасушливый климат, с существенным количеством осадков, ограниченным летними месяцами августом и сентябрем. Самыми засушливыми районами являются низкие восточные острова (Маю, Сал и Боа-Вишта) и юго-западные части более гористых островов. В более высоких и северо-восточных, наветренных частях выпадает больше осадков. Сельское хозяйство сильно зависит от летних дождей; в годы с меньшим количеством осадков неурожай был обычным явлением. Ситуация еще более усугублялась неподходящим выбором сельскохозяйственных культур, перенаселением, чрезмерным выпасом скота, эрозией почвы и неадекватной реакцией португальской колониальной администрации.

## Исторический голод
Были зафиксированы следующие случаи голода:
- 1580—1583; на Сантьягу, Маю и Брава[3]
- 1609—1611; на Сантьягу[2], в сочетании с эпидемией оспы[4]
- 1685—1690; около 4000 смертей в Сантьягу[2]
- 1704—1712; на Сантьягу, Маю, Боа-Виста и Сал[2]
- 1719—1723; на Сантьягу, Сан-Николау, Маю, Сал, Боа-Вишта и Фогу. Последние три острова были необитаемы[2]
- 1738—1740; на Сан-Николау[2]
- 1747—1750; на всех островах[2][4]
- 1773—1775; более 20 000 смертей на всех островах[2][4]
- 1830—1833; около 30 000 смертей на всех островах[2][4]
- В 1854—1856 годах погибло 25 % населения[4]
- 1863—1866 годы, от 20 000 до 30 000 смертей на всех островах[2]

## Голод в 1940-х годах
Два самых страшных голода в истории Кабо-Верде произошли в 1941—1943 и 1947—1948 годах, унесших жизни примерно 45 000 человек. Сильнее всего пострадали острова Сан-Николау и Фогу, где умерли 28 % и 31 % населения. В 1946-48 годах Сантьяго потерял 65 % своего населения. Несколько тысяч островитян эмигрировали, например, приняв работу по контракту на плантациях какао в португальских Сан-Томе и Принсипи. В период с 1900 по 1970 год около 80 000 жителей Кабо-Верде были отправлены в Сан-Томе и Принсипи. Правительство Португалии проявило мало интереса к своей африканской колонии и не приняло мер по улучшению доступа к пресной воде или поставке продовольственной помощи.